# Batalla naval de Zonklon
La batalla naval de Zonklon fou una de les batalles de la Guerra veneciano-genovesa.

## Antecedents
Durant la primera guerra la Corona d'Aragó es va aliar amb la República de Venècia, participant amb trenta-tres galeres comandades per Ponç de Santa Pau que derrotaren als genovesos a la batalla del Bòsfor el 1352.
La flota de Bernat II de Cabrera derrotà el 27 d'agost de 1353 a la genovesa a la batalla naval de Port del Comte,
als afores de l'Alguer. La derrota genovesa va permetre la conquesta de l'Alguer a Bernat II de Cabrera, que va deixar una guarnició i va marxar en direcció a Càller. Tan bon punt Bernat de Cabrera va marxar, la ciutat es rebel·là massacrant la guarnició. Tement la resposta catalana, Gènova va enviar un nombrós contingent toscà, genovès i llombard, però Pere el Cerimoniós va conquerir l'Alguer l'any següent.
La República de Gènova, incapaç de vèncer la coalició de venecians i catalans, va haver de cercar aliats i combatre els seus enemics per separat, i la derrota a l'Alguer la va obligar a sotmetre's a Joan Visconti, senyor de Milà, que finançà una flota amb la qual va enviar Paganino Doria retorn a Orient.

## Batalla
La flota genovesa comandada per Paganino Doria va capturar trenta-cinc galeres, l'almirall venecià Nicolau Pisani i cinc mil presoners a Zonklon.

## Conseqüències
La derrota va ser un factor determinant en la deposició del dux de Gènova Marino Falière, que fou substituït per Joan Gradenigo. La república de Gènova i la República de Venècia van signar la pau l'1 de juny de 1355.